# جمعية كشافة بوتان
ظهرت الحركة الكشفية في بوتان عام 1970. في يوليو 1999، تم تأسيس جمعية كشافة بوتان وهي جمعية مختلطة أي تحوي بنين وبنات، ووقد تم قبول جمعية كشافة بوتان كعضو في المنظمة العالمية للحركة الكشفية في المؤتمر الكشفي العالمي الخامس والثلاثين الذي إنعقد في ديربان، جنوب أفريقيا. اعتبارا من عام 2011 كانت الجمعية تحوي 18170 عضو.